# Tour de Langkawi 2024
La 28.ª edición de la competición ciclista Tour de Langkawi (llamado oficialmente: 27th Le Tour de Langkawi) fue una carrera de ciclismo en ruta por etapas que se celebró entre el 29 de septiembre y el 6 de octubre de 2024 en Malasia con inicio en la ciudad de Kuah y final en la ciudad de Bintulu sobre un recorrido de 1190 kilómetros.
La carrera formó parte del UCI ProSeries 2024, calendario ciclístico mundial de segunda división, dentro de la categoría UCI 2.Pro. El vencedor fue el británico Max Poole del dsm-firmenich PostNL, quien estuvo acompañado en el podio por el italiano Thomas Pesenti del JCL Ukyo y el español Unai Iribar del Kern Pharma, segundo y tercer clasificado respectivamente.

## Equipos participantes
Tomaron parte en la carrera 22 equipos: 3 de categoría UCI WorldTeam invitado por la organización, 7 de categoría UCI ProTeam, 9 de categoría Continental y las selecciones nacionales de Malasia, Tailandia y Filipinas. Formaron así un pelotón de 132 ciclistas de los que acabaron 103. Los equipos participantes fueron:
| WorldTeams (3)- Astana Qazaqstan Team - EF Education-EasyPost - Team dsm-firmenich PostNL ProTeams (7)- Burgos-BH - Corratec-Vini Fantini - Equipo Kern Pharma - Euskaltel-Euskadi - Polti Kometa - Tudor Pro Cycling Team - VF Group-Bardiani CSF-Faizané Equipos continentales (9)- Aisan Racing Team - ARA-Skip Capital - Hengxiang Cycling Team - HKSI Pro Cycling Team - JCL Team Ukyo - Li Ning Star - Malaysia Pro Cycling - Nusantara Cycling Team - Terengganu Cycling Team Equipos nacionales (3)- Tailandia - Malasia - Filipinas |
| |

## Recorrido
El Tour de Langkawi dispuso de ocho etapas dividido en seis etapas llanas, una de media montaña y otra etapa de montaña para un recorrido total de 1190 kilómetros.
| Etapa     | Fecha     | Recorrido                   | type                   | Distancia (km) | Desnivel (m) | Ganador          | Líder        |
| --------- | --------- | --------------------------- | ---------------------- | -------------- | ------------ | ---------------- | ------------ |
| 1.ª etapa | 29 de sep | Kuah – Kuah                 | etapa llana            | 96,5           | 758 m        | Gleb Syritsa     | Gleb Syritsa |
| 2.ª etapa | 30 de sep | Arau – Butterworth          | etapa llana            | 154,5          | 335 m        | Matteo Malucelli | Gleb Syritsa |
| 3.ª etapa | 1 de oct  | Taiping – Cameron Highlands | etapa de montaña       | 170,3          | 2827 m       | Max Poole        | Max Poole    |
| 4.ª etapa | 2 de oct  | Kuala Kubu Bharu – Bentong  | etapa de media montaña | 131,2          | 2251 m       | Arvid de Kleijn  | Max Poole    |
| 5.ª etapa | 3 de oct  | Kuala Lumpur – Malaca       | etapa llana            | 167,3          | 1425 m       | Arvid de Kleijn  | Max Poole    |
| 6.ª etapa | 4 de oct  | Batu Pahat – Kulai          | etapa llana            | 123,4          | 627 m        | Manuele Tarozzi  | Max Poole    |
| 7.ª etapa | 5 de oct  | Miri – Bintulu              | etapa llana            | 199,3          | 1212 m       | Matteo Malucelli | Max Poole    |
| 8.ª etapa | 6 de oct  | Bintulu – Bintulu           | etapa llana            | 147,5          | 1170 m       | Matteo Malucelli | Max Poole    |

## Desarrollo de la carrera

### 1.ª etapa
| Kuah - Kuah | etapa llana | (96,5 km) |

| \| Clasificación de la etapa \| Clasificación de la etapa \| Clasificación de la etapa \| Clasificación de la etapa \| Clasificación de la etapa \| \| Ciclista \| Ciclista \| Equipo \| Tiempo \| \| \| ------------------------- \| ------------------------- \| ----------------------------- \| ------------------------- \| ------------------------- \| \| 1.º \| Gleb Syritsa \| Astana Qazaqstan Team \| 2 h 04 min 37 s \| \| \| 2.º \| Casper van Uden \| Team dsm-firmenich PostNL \| + 0 s \| \| \| 3.º \| Lorenzo Conforti \| VF Group-Bardiani CSF-Faizanè \| + 0 s \| \| \| 4.º \| Matteo Malucelli \| JCLTeam Ukyo \| + 0 s \| \| \| 5.º \| Arvid de Kleijn \| Tudor Pro Cycling Team \| + 0 s \| \| \| 6.º \| Manuel Peñalver \| Team Polti Kometa \| + 0 s \| \| \| 7.º \| Mohamad Izzat Abdul Halil \| Malaysia Pro Cycling \| + 0 s \| \| \| 8.º \| Mattia Pinazzi \| VF Group-Bardiani CSF-Faizanè \| + 0 s \| \| \| 9.º \| Miguel Ángel Fernández \| Equipo Kern Pharma \| + 0 s \| \| \| 10.º \| Blake Agnoletto \| ARA-Skip Capital \| + 0 s \| \| |                           |                               |                 |
| |                           |                               |                 |
| |                           |                               |                 |
| Clasificación de la etapa |                           |                               |                 |
| Ciclista | Ciclista                  | Equipo                        | Tiempo          |
| 1.º | Gleb Syritsa              | Astana Qazaqstan Team         | 2 h 04 min 37 s |
| 2.º | Casper van Uden           | Team dsm-firmenich PostNL     | + 0 s           |
| 3.º | Lorenzo Conforti          | VF Group-Bardiani CSF-Faizanè | + 0 s           |
| 4.º | Matteo Malucelli          | JCLTeam Ukyo                  | + 0 s           |
| 5.º | Arvid de Kleijn           | Tudor Pro Cycling Team        | + 0 s           |
| 6.º | Manuel Peñalver           | Team Polti Kometa             | + 0 s           |
| 7.º | Mohamad Izzat Abdul Halil | Malaysia Pro Cycling          | + 0 s           |
| 8.º | Mattia Pinazzi            | VF Group-Bardiani CSF-Faizanè | + 0 s           |
| 9.º | Miguel Ángel Fernández    | Equipo Kern Pharma            | + 0 s           |
| 10.º | Blake Agnoletto           | ARA-Skip Capital              | + 0 s           |

| \| Clasificación general \| Clasificación general \| Clasificación general \| Clasificación general \| Clasificación general \| \| Ciclista \| Ciclista \| Equipo \| Tiempo \| \| \| --------------------- \| --------------------- \| ----------------------------- \| --------------------- \| --------------------- \| \| 1.º \| Gleb Syritsa \| Astana Qazaqstan Team \| 2 h 04 min 25 s \| \| \| 2.º \| Casper van Uden \| Team dsm-firmenich PostNL \| + 6 s \| \| \| 3.º \| Xavier Cañellas \| Euskaltel-Euskadi \| + 6 s \| \| \| 4.º \| Lorenzo Conforti \| VF Group-Bardiani CSF-Faizanè \| + 8 s \| \| \| 5.º \| Nur Aiman Zariff \| Terengganu Cycling Team \| + 8 s \| \| \| 6.º \| Tyler Tomkinson \| ARA-Skip Capital \| + 8 s \| \| \| 7.º \| Thomas Pesenti \| JCLTeam Ukyo \| + 11 s \| \| \| 8.º \| Max Poole \| Team dsm-firmenich PostNL \| + 11 s \| \| \| 9.º \| Matteo Malucelli \| JCLTeam Ukyo \| + 12 s \| \| \| 10.º \| Arvid de Kleijn \| Tudor Pro Cycling Team \| + 12 s \| \| |                  |                               |                 |
| |                  |                               |                 |
| |                  |                               |                 |
| Clasificación general |                  |                               |                 |
| Ciclista | Ciclista         | Equipo                        | Tiempo          |
| 1.º | Gleb Syritsa     | Astana Qazaqstan Team         | 2 h 04 min 25 s |
| 2.º | Casper van Uden  | Team dsm-firmenich PostNL     | + 6 s           |
| 3.º | Xavier Cañellas  | Euskaltel-Euskadi             | + 6 s           |
| 4.º | Lorenzo Conforti | VF Group-Bardiani CSF-Faizanè | + 8 s           |
| 5.º | Nur Aiman Zariff | Terengganu Cycling Team       | + 8 s           |
| 6.º | Tyler Tomkinson  | ARA-Skip Capital              | + 8 s           |
| 7.º | Thomas Pesenti   | JCLTeam Ukyo                  | + 11 s          |
| 8.º | Max Poole        | Team dsm-firmenich PostNL     | + 11 s          |
| 9.º | Matteo Malucelli | JCLTeam Ukyo                  | + 12 s          |
| 10.º | Arvid de Kleijn  | Tudor Pro Cycling Team        | + 12 s          |

### 2.ª etapa
| Arau - Butterworth | etapa llana | (154,5 km) |

| \| Clasificación de la etapa \| Clasificación de la etapa \| Clasificación de la etapa \| Clasificación de la etapa \| Clasificación de la etapa \| \| Ciclista \| Ciclista \| Equipo \| Tiempo \| \| \| ------------------------- \| ------------------------- \| ----------------------------- \| ------------------------- \| ------------------------- \| \| 1.º \| Matteo Malucelli \| JCLTeam Ukyo \| 3 h 34 min 58 s \| \| \| 2.º \| Manuel Peñalver \| Team Polti Kometa \| + 0 s \| \| \| 3.º \| Arvid de Kleijn \| Tudor Pro Cycling Team \| + 0 s \| \| \| 4.º \| Jakub Mareczko \| Team Corratec-Vini Fantini \| + 0 s \| \| \| 5.º \| Gleb Syritsa \| Astana Qazaqstan Team \| + 0 s \| \| \| 6.º \| Mattia Pinazzi \| VF Group-Bardiani CSF-Faizanè \| + 0 s \| \| \| 7.º \| Mohd Harrif Saleh \| Terengganu Cycling Team \| + 0 s \| \| \| 8.º \| Andoni López de Abetxuko \| Euskaltel-Euskadi \| + 0 s \| \| \| 9.º \| Miguel Ángel Fernández \| Equipo Kern Pharma \| + 0 s \| \| \| 10.º \| Casper van Uden \| Team dsm-firmenich PostNL \| + 0 s \| \| |                          |                               |                 |
| |                          |                               |                 |
| |                          |                               |                 |
| Clasificación de la etapa |                          |                               |                 |
| Ciclista | Ciclista                 | Equipo                        | Tiempo          |
| 1.º | Matteo Malucelli         | JCLTeam Ukyo                  | 3 h 34 min 58 s |
| 2.º | Manuel Peñalver          | Team Polti Kometa             | + 0 s           |
| 3.º | Arvid de Kleijn          | Tudor Pro Cycling Team        | + 0 s           |
| 4.º | Jakub Mareczko           | Team Corratec-Vini Fantini    | + 0 s           |
| 5.º | Gleb Syritsa             | Astana Qazaqstan Team         | + 0 s           |
| 6.º | Mattia Pinazzi           | VF Group-Bardiani CSF-Faizanè | + 0 s           |
| 7.º | Mohd Harrif Saleh        | Terengganu Cycling Team       | + 0 s           |
| 8.º | Andoni López de Abetxuko | Euskaltel-Euskadi             | + 0 s           |
| 9.º | Miguel Ángel Fernández   | Equipo Kern Pharma            | + 0 s           |
| 10.º | Casper van Uden          | Team dsm-firmenich PostNL     | + 0 s           |

| \| Clasificación general \| Clasificación general \| Clasificación general \| Clasificación general \| Clasificación general \| \| Ciclista \| Ciclista \| Equipo \| Tiempo \| \| \| --------------------- \| --------------------- \| ----------------------------- \| --------------------- \| --------------------- \| \| 1.º \| Gleb Syritsa \| Astana Qazaqstan Team \| 5 h 39 min 23 s \| \| \| 2.º \| Matteo Malucelli \| JCLTeam Ukyo \| + 2 s \| \| \| 3.º \| Nur Aiman Rosli \| Terengganu Cycling Team \| + 4 s \| \| \| 5.º \| Manuel Peñalver \| Team Polti Kometa \| + 6 s \| \| \| 6.º \| Casper van Uden \| Team dsm-firmenich PostNL \| + 6 s \| \| \| 7.º \| Xavier Cañellas \| Euskaltel-Euskadi \| + 6 s \| \| \| 8.º \| Arvid de Kleijn \| Tudor Pro Cycling Team \| + 8 s \| \| \| 9.º \| Lorenzo Conforti \| VF Group-Bardiani CSF-Faizanè \| + 8 s \| \| \| 10.º \| Tyler Tomkinson \| ARA-Skip Capital \| + 8 s \| \| |                  |                               |                 |
| |                  |                               |                 |
| |                  |                               |                 |
| Clasificación general |                  |                               |                 |
| Ciclista | Ciclista         | Equipo                        | Tiempo          |
| 1.º | Gleb Syritsa     | Astana Qazaqstan Team         | 5 h 39 min 23 s |
| 2.º | Matteo Malucelli | JCLTeam Ukyo                  | + 2 s           |
| 3.º | Nur Aiman Rosli  | Terengganu Cycling Team       | + 4 s           |
| 5.º | Manuel Peñalver  | Team Polti Kometa             | + 6 s           |
| 6.º | Casper van Uden  | Team dsm-firmenich PostNL     | + 6 s           |
| 7.º | Xavier Cañellas  | Euskaltel-Euskadi             | + 6 s           |
| 8.º | Arvid de Kleijn  | Tudor Pro Cycling Team        | + 8 s           |
| 9.º | Lorenzo Conforti | VF Group-Bardiani CSF-Faizanè | + 8 s           |
| 10.º | Tyler Tomkinson  | ARA-Skip Capital              | + 8 s           |

### 3.ª etapa
| Taiping - Cameron Highlands | etapa de montaña | (170,3 km) |

| \| Clasificación de la etapa \| Clasificación de la etapa \| Clasificación de la etapa \| Clasificación de la etapa \| Clasificación de la etapa \| \| Ciclista \| Ciclista \| Equipo \| Tiempo \| \| \| ------------------------- \| ------------------------- \| ------------------------- \| ------------------------- \| ------------------------- \| \| 1.º \| Max Poole \| Team dsm-firmenich PostNL \| 4 h 24 min 34 s \| \| \| 2.º \| Harold Martín López \| Astana Qazaqstan Team \| + 0 s \| \| \| 3.º \| Thomas Pesenti \| JCLTeam Ukyo \| + 0 s \| \| \| 4.º \| Anthon Charmig \| Astana Qazaqstan Team \| + 0 s \| \| \| 5.º \| Unai Iribar \| Equipo Kern Pharma \| + 0 s \| \| \| 6.º \| Giovanni Carboni \| JCLTeam Ukyo \| + 0 s \| \| \| 7.º \| José Manuel Díaz Gallego \| Burgos-BH \| + 0 s \| \| \| 8.º \| Ibon Ruiz \| Equipo Kern Pharma \| + 0 s \| \| \| 9.º \| Mikel Bizkarra \| Euskaltel-Euskadi \| + 0 s \| \| \| 10.º \| Fernando Tercero \| Team Polti Kometa \| + 0 s \| \| |                          |                           |                 |
| |                          |                           |                 |
| |                          |                           |                 |
| Clasificación de la etapa |                          |                           |                 |
| Ciclista | Ciclista                 | Equipo                    | Tiempo          |
| 1.º | Max Poole                | Team dsm-firmenich PostNL | 4 h 24 min 34 s |
| 2.º | Harold Martín López      | Astana Qazaqstan Team     | + 0 s           |
| 3.º | Thomas Pesenti           | JCLTeam Ukyo              | + 0 s           |
| 4.º | Anthon Charmig           | Astana Qazaqstan Team     | + 0 s           |
| 5.º | Unai Iribar              | Equipo Kern Pharma        | + 0 s           |
| 6.º | Giovanni Carboni         | JCLTeam Ukyo              | + 0 s           |
| 7.º | José Manuel Díaz Gallego | Burgos-BH                 | + 0 s           |
| 8.º | Ibon Ruiz                | Equipo Kern Pharma        | + 0 s           |
| 9.º | Mikel Bizkarra           | Euskaltel-Euskadi         | + 0 s           |
| 10.º | Fernando Tercero         | Team Polti Kometa         | + 0 s           |

| \| Clasificación general \| Clasificación general \| Clasificación general \| Clasificación general \| Clasificación general \| \| Ciclista \| Ciclista \| Equipo \| Tiempo \| \| \| --------------------- \| ------------------------ \| ------------------------- \| --------------------- \| --------------------- \| \| 1.º \| Max Poole \| Team dsm-firmenich PostNL \| 10 h 03 min 58 s \| \| \| 2.º \| Harold Martín López \| Astana Qazaqstan Team \| + 5 s \| \| \| 3.º \| Thomas Pesenti \| JCLTeam Ukyo \| + 6 s \| \| \| 4.º \| Unai Iribar \| Equipo Kern Pharma \| + 11 s \| \| \| 5.º \| Fernando Tercero \| Team Polti Kometa \| + 11 s \| \| \| 6.º \| Ibon Ruiz \| Equipo Kern Pharma \| + 11 s \| \| \| 7.º \| Anthon Charmig \| Astana Qazaqstan Team \| + 11 s \| \| \| 8.º \| José Manuel Díaz Gallego \| Burgos-BH \| + 11 s \| \| \| 9.º \| Giovanni Carboni \| JCLTeam Ukyo \| + 11 s \| \| \| 10.º \| Jorge Gutiérrez \| Equipo Kern Pharma \| + 11 s \| \| |                          |                           |                  |
| |                          |                           |                  |
| |                          |                           |                  |
| Clasificación general |                          |                           |                  |
| Ciclista | Ciclista                 | Equipo                    | Tiempo           |
| 1.º | Max Poole                | Team dsm-firmenich PostNL | 10 h 03 min 58 s |
| 2.º | Harold Martín López      | Astana Qazaqstan Team     | + 5 s            |
| 3.º | Thomas Pesenti           | JCLTeam Ukyo              | + 6 s            |
| 4.º | Unai Iribar              | Equipo Kern Pharma        | + 11 s           |
| 5.º | Fernando Tercero         | Team Polti Kometa         | + 11 s           |
| 6.º | Ibon Ruiz                | Equipo Kern Pharma        | + 11 s           |
| 7.º | Anthon Charmig           | Astana Qazaqstan Team     | + 11 s           |
| 8.º | José Manuel Díaz Gallego | Burgos-BH                 | + 11 s           |
| 9.º | Giovanni Carboni         | JCLTeam Ukyo              | + 11 s           |
| 10.º | Jorge Gutiérrez          | Equipo Kern Pharma        | + 11 s           |

### 4.ª etapa
| Kuala Kubu Bharu - Bentong | etapa de media montaña | (131,2 km) |

| \| Clasificación de la etapa \| Clasificación de la etapa \| Clasificación de la etapa \| Clasificación de la etapa \| Clasificación de la etapa \| \| Ciclista \| Ciclista \| Equipo \| Tiempo \| \| \| ------------------------- \| ------------------------- \| ----------------------------- \| ------------------------- \| ------------------------- \| \| 1.º \| Arvid de Kleijn \| Tudor Pro Cycling Team \| 2 h 53 min 37 s \| \| \| 2.º \| Matteo Malucelli \| JCLTeam Ukyo \| + 0 s \| \| \| 3.º \| Manuel Peñalver \| Team Polti Kometa \| + 0 s \| \| \| 4.º \| Mattia Pinazzi \| VF Group-Bardiani CSF-Faizanè \| + 0 s \| \| \| 5.º \| Gleb Syritsa \| Astana Qazaqstan Team \| + 0 s \| \| \| 6.º \| Casper van Uden \| Team dsm-firmenich PostNL \| + 0 s \| \| \| 7.º \| Miguel Ángel Fernández \| Equipo Kern Pharma \| + 0 s \| \| \| 8.º \| Antonio Angulo \| Burgos-BH \| + 0 s \| \| \| 9.º \| Xavier Cañellas \| Euskaltel-Euskadi \| + 0 s \| \| \| 10.º \| Giovanni Carboni \| JCLTeam Ukyo \| + 0 s \| \| |                        |                               |                 |
| |                        |                               |                 |
| |                        |                               |                 |
| Clasificación de la etapa |                        |                               |                 |
| Ciclista | Ciclista               | Equipo                        | Tiempo          |
| 1.º | Arvid de Kleijn        | Tudor Pro Cycling Team        | 2 h 53 min 37 s |
| 2.º | Matteo Malucelli       | JCLTeam Ukyo                  | + 0 s           |
| 3.º | Manuel Peñalver        | Team Polti Kometa             | + 0 s           |
| 4.º | Mattia Pinazzi         | VF Group-Bardiani CSF-Faizanè | + 0 s           |
| 5.º | Gleb Syritsa           | Astana Qazaqstan Team         | + 0 s           |
| 6.º | Casper van Uden        | Team dsm-firmenich PostNL     | + 0 s           |
| 7.º | Miguel Ángel Fernández | Equipo Kern Pharma            | + 0 s           |
| 8.º | Antonio Angulo         | Burgos-BH                     | + 0 s           |
| 9.º | Xavier Cañellas        | Euskaltel-Euskadi             | + 0 s           |
| 10.º | Giovanni Carboni       | JCLTeam Ukyo                  | + 0 s           |

| \| Clasificación general \| Clasificación general \| Clasificación general \| Clasificación general \| Clasificación general \| \| Ciclista \| Ciclista \| Equipo \| Tiempo \| \| \| --------------------- \| ------------------------ \| ------------------------- \| --------------------- \| --------------------- \| \| 1.º \| Max Poole \| Team dsm-firmenich PostNL \| 12 h 57 min 35 s \| \| \| 2.º \| Thomas Pesenti \| JCLTeam Ukyo \| + 6 s \| \| \| 3.º \| Unai Iribar \| Equipo Kern Pharma \| + 11 s \| \| \| 4.º \| Fernando Tercero \| Team Polti Kometa \| + 11 s \| \| \| 5.º \| Ibon Ruiz \| Equipo Kern Pharma \| + 11 s \| \| \| 6.º \| Anthon Charmig \| Astana Qazaqstan Team \| + 11 s \| \| \| 7.º \| Giovanni Carboni \| JCLTeam Ukyo \| + 11 s \| \| \| 8.º \| José Manuel Díaz Gallego \| Burgos-BH \| + 11 s \| \| \| 9.º \| Jorge Gutiérrez \| Equipo Kern Pharma \| + 11 s \| \| \| 10.º \| Mikel Bizkarra \| Euskaltel-Euskadi \| + 11 s \| \| |                          |                           |                  |
| |                          |                           |                  |
| |                          |                           |                  |
| Clasificación general |                          |                           |                  |
| Ciclista | Ciclista                 | Equipo                    | Tiempo           |
| 1.º | Max Poole                | Team dsm-firmenich PostNL | 12 h 57 min 35 s |
| 2.º | Thomas Pesenti           | JCLTeam Ukyo              | + 6 s            |
| 3.º | Unai Iribar              | Equipo Kern Pharma        | + 11 s           |
| 4.º | Fernando Tercero         | Team Polti Kometa         | + 11 s           |
| 5.º | Ibon Ruiz                | Equipo Kern Pharma        | + 11 s           |
| 6.º | Anthon Charmig           | Astana Qazaqstan Team     | + 11 s           |
| 7.º | Giovanni Carboni         | JCLTeam Ukyo              | + 11 s           |
| 8.º | José Manuel Díaz Gallego | Burgos-BH                 | + 11 s           |
| 9.º | Jorge Gutiérrez          | Equipo Kern Pharma        | + 11 s           |
| 10.º | Mikel Bizkarra           | Euskaltel-Euskadi         | + 11 s           |

### 5.ª etapa
| Kuala Lumpur - Malaca | etapa llana | (167,3 km) |

| \| Clasificación de la etapa \| Clasificación de la etapa \| Clasificación de la etapa \| Clasificación de la etapa \| Clasificación de la etapa \| \| Ciclista \| Ciclista \| Equipo \| Tiempo \| \| \| ------------------------- \| ------------------------- \| ----------------------------- \| ------------------------- \| ------------------------- \| \| 1.º \| Arvid de Kleijn \| Tudor Pro Cycling Team \| 3 h 35 min 30 s \| \| \| 2.º \| Matteo Malucelli \| JCLTeam Ukyo \| + 0 s \| \| \| 3.º \| Gleb Syritsa \| Astana Qazaqstan Team \| + 0 s \| \| \| 4.º \| Mattia Pinazzi \| VF Group-Bardiani CSF-Faizanè \| + 0 s \| \| \| 5.º \| Manuel Peñalver \| Team Polti Kometa \| + 0 s \| \| \| 6.º \| Andoni López de Abetxuko \| Euskaltel-Euskadi \| + 0 s \| \| \| 7.º \| Iker Bonillo \| Euskaltel-Euskadi \| + 0 s \| \| \| 8.º \| Miguel Ángel Fernández \| Equipo Kern Pharma \| + 0 s \| \| \| 9.º \| Alexei Shnyrko \| Li Ning Star \| + 0 s \| \| \| 10.º \| José Manuel Díaz Gallego \| Burgos-BH \| + 0 s \| \| |                          |                               |                 |
| |                          |                               |                 |
| |                          |                               |                 |
| Clasificación de la etapa |                          |                               |                 |
| Ciclista | Ciclista                 | Equipo                        | Tiempo          |
| 1.º | Arvid de Kleijn          | Tudor Pro Cycling Team        | 3 h 35 min 30 s |
| 2.º | Matteo Malucelli         | JCLTeam Ukyo                  | + 0 s           |
| 3.º | Gleb Syritsa             | Astana Qazaqstan Team         | + 0 s           |
| 4.º | Mattia Pinazzi           | VF Group-Bardiani CSF-Faizanè | + 0 s           |
| 5.º | Manuel Peñalver          | Team Polti Kometa             | + 0 s           |
| 6.º | Andoni López de Abetxuko | Euskaltel-Euskadi             | + 0 s           |
| 7.º | Iker Bonillo             | Euskaltel-Euskadi             | + 0 s           |
| 8.º | Miguel Ángel Fernández   | Equipo Kern Pharma            | + 0 s           |
| 9.º | Alexei Shnyrko           | Li Ning Star                  | + 0 s           |
| 10.º | José Manuel Díaz Gallego | Burgos-BH                     | + 0 s           |

| \| Clasificación general \| Clasificación general \| Clasificación general \| Clasificación general \| Clasificación general \| \| Ciclista \| Ciclista \| Equipo \| Tiempo \| \| \| --------------------- \| ------------------------ \| ------------------------- \| --------------------- \| --------------------- \| \| 1.º \| Max Poole \| Team dsm-firmenich PostNL \| 16 h 32 min 56 s \| \| \| 2.º \| Thomas Pesenti \| JCLTeam Ukyo \| + 15 s \| \| \| 3.º \| Unai Iribar \| Equipo Kern Pharma \| + 20 s \| \| \| 4.º \| Fernando Tercero \| Team Polti Kometa \| + 20 s \| \| \| 5.º \| José Manuel Díaz Gallego \| Burgos-BH \| + 20 s \| \| \| 6.º \| Ibon Ruiz \| Equipo Kern Pharma \| + 20 s \| \| \| 7.º \| Anthon Charmig \| Astana Qazaqstan Team \| + 20 s \| \| \| 8.º \| Jorge Gutiérrez \| Equipo Kern Pharma \| + 20 s \| \| \| 9.º \| Mikel Bizkarra \| Euskaltel-Euskadi \| + 20 s \| \| \| 10.º \| Harold Martín López \| Astana Qazaqstan Team \| + 34 s \| \| |                          |                           |                  |
| |                          |                           |                  |
| |                          |                           |                  |
| Clasificación general |                          |                           |                  |
| Ciclista | Ciclista                 | Equipo                    | Tiempo           |
| 1.º | Max Poole                | Team dsm-firmenich PostNL | 16 h 32 min 56 s |
| 2.º | Thomas Pesenti           | JCLTeam Ukyo              | + 15 s           |
| 3.º | Unai Iribar              | Equipo Kern Pharma        | + 20 s           |
| 4.º | Fernando Tercero         | Team Polti Kometa         | + 20 s           |
| 5.º | José Manuel Díaz Gallego | Burgos-BH                 | + 20 s           |
| 6.º | Ibon Ruiz                | Equipo Kern Pharma        | + 20 s           |
| 7.º | Anthon Charmig           | Astana Qazaqstan Team     | + 20 s           |
| 8.º | Jorge Gutiérrez          | Equipo Kern Pharma        | + 20 s           |
| 9.º | Mikel Bizkarra           | Euskaltel-Euskadi         | + 20 s           |
| 10.º | Harold Martín López      | Astana Qazaqstan Team     | + 34 s           |

### 6.ª etapa
| Batu Pahat - Kulai | etapa llana | (123,4 km) |

| \| Clasificación de la etapa \| Clasificación de la etapa \| Clasificación de la etapa \| Clasificación de la etapa \| Clasificación de la etapa \| \| Ciclista \| Ciclista \| Equipo \| Tiempo \| \| \| ------------------------- \| ------------------------- \| ----------------------------- \| ------------------------- \| ------------------------- \| \| 1.º \| Manuele Tarozzi \| VF Group-Bardiani CSF-Faizanè \| 2 h 28 min 58 s \| \| \| 2.º \| Stefan de Bod \| EF Education-EasyPost \| + 0 s \| \| \| 3.º \| Arvid de Kleijn \| Tudor Pro Cycling Team \| + 9 s \| \| \| 4.º \| Manuel Peñalver \| Team Polti Kometa \| + 9 s \| \| \| 5.º \| Casper van Uden \| Team dsm-firmenich PostNL \| + 9 s \| \| \| 6.º \| Blake Agnoletto \| ARA-Skip Capital \| + 9 s \| \| \| 7.º \| Matteo Malucelli \| JCLTeam Ukyo \| + 9 s \| \| \| 8.º \| Gleb Syritsa \| Astana Qazaqstan Team \| + 9 s \| \| \| 9.º \| Xavier Cañellas \| Euskaltel-Euskadi \| + 9 s \| \| \| 10.º \| Hayato Okamoto \| Aisan Racing Team \| + 9 s \| \| |                  |                               |                 |
| |                  |                               |                 |
| |                  |                               |                 |
| Clasificación de la etapa |                  |                               |                 |
| Ciclista | Ciclista         | Equipo                        | Tiempo          |
| 1.º | Manuele Tarozzi  | VF Group-Bardiani CSF-Faizanè | 2 h 28 min 58 s |
| 2.º | Stefan de Bod    | EF Education-EasyPost         | + 0 s           |
| 3.º | Arvid de Kleijn  | Tudor Pro Cycling Team        | + 9 s           |
| 4.º | Manuel Peñalver  | Team Polti Kometa             | + 9 s           |
| 5.º | Casper van Uden  | Team dsm-firmenich PostNL     | + 9 s           |
| 6.º | Blake Agnoletto  | ARA-Skip Capital              | + 9 s           |
| 7.º | Matteo Malucelli | JCLTeam Ukyo                  | + 9 s           |
| 8.º | Gleb Syritsa     | Astana Qazaqstan Team         | + 9 s           |
| 9.º | Xavier Cañellas  | Euskaltel-Euskadi             | + 9 s           |
| 10.º | Hayato Okamoto   | Aisan Racing Team             | + 9 s           |

| \| Clasificación general \| Clasificación general \| Clasificación general \| Clasificación general \| Clasificación general \| \| Ciclista \| Ciclista \| Equipo \| Tiempo \| \| \| --------------------- \| ------------------------ \| ------------------------- \| --------------------- \| --------------------- \| \| 1.º \| Max Poole \| Team dsm-firmenich PostNL \| 19 h 02 min 03 s \| \| \| 2.º \| Thomas Pesenti \| JCLTeam Ukyo \| + 14 s \| \| \| 3.º \| Unai Iribar \| Equipo Kern Pharma \| + 20 s \| \| \| 4.º \| Fernando Tercero \| Team Polti Kometa \| + 20 s \| \| \| 5.º \| Ibon Ruiz \| Equipo Kern Pharma \| + 20 s \| \| \| 6.º \| José Manuel Díaz Gallego \| Burgos-BH \| + 20 s \| \| \| 7.º \| Anthon Charmig \| Astana Qazaqstan Team \| + 20 s \| \| \| 8.º \| Jorge Gutiérrez \| Equipo Kern Pharma \| + 20 s \| \| \| 9.º \| Mikel Bizkarra \| Euskaltel-Euskadi \| + 20 s \| \| \| 10.º \| Harold Martín López \| Astana Qazaqstan Team \| + 34 s \| \| |                          |                           |                  |
| |                          |                           |                  |
| |                          |                           |                  |
| Clasificación general |                          |                           |                  |
| Ciclista | Ciclista                 | Equipo                    | Tiempo           |
| 1.º | Max Poole                | Team dsm-firmenich PostNL | 19 h 02 min 03 s |
| 2.º | Thomas Pesenti           | JCLTeam Ukyo              | + 14 s           |
| 3.º | Unai Iribar              | Equipo Kern Pharma        | + 20 s           |
| 4.º | Fernando Tercero         | Team Polti Kometa         | + 20 s           |
| 5.º | Ibon Ruiz                | Equipo Kern Pharma        | + 20 s           |
| 6.º | José Manuel Díaz Gallego | Burgos-BH                 | + 20 s           |
| 7.º | Anthon Charmig           | Astana Qazaqstan Team     | + 20 s           |
| 8.º | Jorge Gutiérrez          | Equipo Kern Pharma        | + 20 s           |
| 9.º | Mikel Bizkarra           | Euskaltel-Euskadi         | + 20 s           |
| 10.º | Harold Martín López      | Astana Qazaqstan Team     | + 34 s           |

### 7.ª etapa
| Miri - Bintulu | etapa llana | (199,3 km) |

| \| Clasificación de la etapa \| Clasificación de la etapa \| Clasificación de la etapa \| Clasificación de la etapa \| Clasificación de la etapa \| \| Ciclista \| Ciclista \| Equipo \| Tiempo \| \| \| ------------------------- \| ------------------------- \| ----------------------------- \| ------------------------- \| ------------------------- \| \| 1.º \| Matteo Malucelli \| JCLTeam Ukyo \| 4 h 18 min 03 s \| \| \| 2.º \| Arvid de Kleijn \| Tudor Pro Cycling Team \| + 0 s \| \| \| 3.º \| Maikel Zijlaard \| Tudor Pro Cycling Team \| + 0 s \| \| \| 4.º \| Gleb Syritsa \| Astana Qazaqstan Team \| + 0 s \| \| \| 5.º \| Manuel Peñalver \| Team Polti Kometa \| + 0 s \| \| \| 6.º \| Luke Mudgway \| Li Ning Star \| + 0 s \| \| \| 7.º \| Mattia Pinazzi \| VF Group-Bardiani CSF-Faizanè \| + 0 s \| \| \| 8.º \| Davide Gabburo \| VF Group-Bardiani CSF-Faizanè \| + 0 s \| \| \| 9.º \| Casper van Uden \| Team dsm-firmenich PostNL \| + 0 s \| \| \| 10.º \| Miguel Ángel Fernández \| Equipo Kern Pharma \| + 0 s \| \| |                        |                               |                 |
| |                        |                               |                 |
| |                        |                               |                 |
| Clasificación de la etapa |                        |                               |                 |
| Ciclista | Ciclista               | Equipo                        | Tiempo          |
| 1.º | Matteo Malucelli       | JCLTeam Ukyo                  | 4 h 18 min 03 s |
| 2.º | Arvid de Kleijn        | Tudor Pro Cycling Team        | + 0 s           |
| 3.º | Maikel Zijlaard        | Tudor Pro Cycling Team        | + 0 s           |
| 4.º | Gleb Syritsa           | Astana Qazaqstan Team         | + 0 s           |
| 5.º | Manuel Peñalver        | Team Polti Kometa             | + 0 s           |
| 6.º | Luke Mudgway           | Li Ning Star                  | + 0 s           |
| 7.º | Mattia Pinazzi         | VF Group-Bardiani CSF-Faizanè | + 0 s           |
| 8.º | Davide Gabburo         | VF Group-Bardiani CSF-Faizanè | + 0 s           |
| 9.º | Casper van Uden        | Team dsm-firmenich PostNL     | + 0 s           |
| 10.º | Miguel Ángel Fernández | Equipo Kern Pharma            | + 0 s           |

| \| Clasificación general \| Clasificación general \| Clasificación general \| Clasificación general \| Clasificación general \| \| Ciclista \| Ciclista \| Equipo \| Tiempo \| \| \| --------------------- \| ------------------------ \| ------------------------- \| --------------------- \| --------------------- \| \| 1.º \| Max Poole \| Team dsm-firmenich PostNL \| 23 h 20 min 06 s \| \| \| 2.º \| Thomas Pesenti \| JCLTeam Ukyo \| + 13 s \| \| \| 3.º \| Unai Iribar \| Equipo Kern Pharma \| + 20 s \| \| \| 4.º \| Fernando Tercero \| Team Polti Kometa \| + 20 s \| \| \| 5.º \| Anthon Charmig \| Astana Qazaqstan Team \| + 20 s \| \| \| 6.º \| José Manuel Díaz Gallego \| Burgos-BH \| + 20 s \| \| \| 7.º \| Ibon Ruiz \| Equipo Kern Pharma \| + 20 s \| \| \| 8.º \| Jorge Gutiérrez \| Equipo Kern Pharma \| + 20 s \| \| \| 9.º \| Mikel Bizkarra \| Euskaltel-Euskadi \| + 20 s \| \| \| 10.º \| Harold Martín López \| Astana Qazaqstan Team \| + 34 s \| \| |                          |                           |                  |
| |                          |                           |                  |
| |                          |                           |                  |
| Clasificación general |                          |                           |                  |
| Ciclista | Ciclista                 | Equipo                    | Tiempo           |
| 1.º | Max Poole                | Team dsm-firmenich PostNL | 23 h 20 min 06 s |
| 2.º | Thomas Pesenti           | JCLTeam Ukyo              | + 13 s           |
| 3.º | Unai Iribar              | Equipo Kern Pharma        | + 20 s           |
| 4.º | Fernando Tercero         | Team Polti Kometa         | + 20 s           |
| 5.º | Anthon Charmig           | Astana Qazaqstan Team     | + 20 s           |
| 6.º | José Manuel Díaz Gallego | Burgos-BH                 | + 20 s           |
| 7.º | Ibon Ruiz                | Equipo Kern Pharma        | + 20 s           |
| 8.º | Jorge Gutiérrez          | Equipo Kern Pharma        | + 20 s           |
| 9.º | Mikel Bizkarra           | Euskaltel-Euskadi         | + 20 s           |
| 10.º | Harold Martín López      | Astana Qazaqstan Team     | + 34 s           |

### 8.ª etapa
| Bintulu - Bintulu | etapa llana | (147,5 km) |

| \| Clasificación de la etapa \| Clasificación de la etapa \| Clasificación de la etapa \| Clasificación de la etapa \| Clasificación de la etapa \| \| Ciclista \| Ciclista \| Equipo \| Tiempo \| \| \| ------------------------- \| ------------------------- \| ----------------------------- \| ------------------------- \| ------------------------- \| \| 1.º \| Matteo Malucelli \| JCLTeam Ukyo \| 3 h 07 min 38 s \| \| \| 2.º \| Arvid de Kleijn \| Tudor Pro Cycling Team \| + 0 s \| \| \| 3.º \| Gleb Syritsa \| Astana Qazaqstan Team \| + 0 s \| \| \| 4.º \| Mattia Pinazzi \| VF Group-Bardiani CSF-Faizanè \| + 0 s \| \| \| 5.º \| Manuel Peñalver \| Team Polti Kometa \| + 0 s \| \| \| 6.º \| David Martín Romero \| Team Polti Kometa \| + 0 s \| \| \| 7.º \| Luke Mudgway \| Li Ning Star \| + 0 s \| \| \| 8.º \| Blake Agnoletto \| ARA-Skip Capital \| + 0 s \| \| \| 9.º \| Miguel Ángel Fernández \| Equipo Kern Pharma \| + 0 s \| \| \| 10.º \| Maikel Zijlaard \| Tudor Pro Cycling Team \| + 0 s \| \| |                        |                               |                 |
| |                        |                               |                 |
| |                        |                               |                 |
| Clasificación de la etapa |                        |                               |                 |
| Ciclista | Ciclista               | Equipo                        | Tiempo          |
| 1.º | Matteo Malucelli       | JCLTeam Ukyo                  | 3 h 07 min 38 s |
| 2.º | Arvid de Kleijn        | Tudor Pro Cycling Team        | + 0 s           |
| 3.º | Gleb Syritsa           | Astana Qazaqstan Team         | + 0 s           |
| 4.º | Mattia Pinazzi         | VF Group-Bardiani CSF-Faizanè | + 0 s           |
| 5.º | Manuel Peñalver        | Team Polti Kometa             | + 0 s           |
| 6.º | David Martín Romero    | Team Polti Kometa             | + 0 s           |
| 7.º | Luke Mudgway           | Li Ning Star                  | + 0 s           |
| 8.º | Blake Agnoletto        | ARA-Skip Capital              | + 0 s           |
| 9.º | Miguel Ángel Fernández | Equipo Kern Pharma            | + 0 s           |
| 10.º | Maikel Zijlaard        | Tudor Pro Cycling Team        | + 0 s           |

## Clasificaciones finales
- Las clasificaciones finalizaron de la siguiente forma:[4]

### Clasificación general
| \| Clasificación general \| Clasificación general \| Clasificación general \| Clasificación general \| Clasificación general \| \| Ciclista \| Ciclista \| Equipo \| Tiempo \| \| \| --------------------- \| ------------------------ \| ------------------------- \| --------------------- \| --------------------- \| \| 1.º \| Max Poole \| Team dsm-firmenich PostNL \| 26 h 27 min 44 s \| \| \| 2.º \| Thomas Pesenti \| JCLTeam Ukyo \| + 13 s \| \| \| 3.º \| Unai Iribar \| Equipo Kern Pharma \| + 20 s \| \| \| 4.º \| Fernando Tercero \| Team Polti Kometa \| + 20 s \| \| \| 5.º \| Anthon Charmig \| Astana Qazaqstan Team \| + 20 s \| \| \| 6.º \| José Manuel Díaz Gallego \| Burgos-BH \| + 20 s \| \| \| 7.º \| Ibon Ruiz \| Equipo Kern Pharma \| + 20 s \| \| \| 8.º \| Jorge Gutiérrez \| Equipo Kern Pharma \| + 20 s \| \| \| 9.º \| Mikel Bizkarra \| Euskaltel-Euskadi \| + 20 s \| \| \| 10.º \| Harold Martín López \| Astana Qazaqstan Team \| + 34 s \| \| |                          |                           |                  |
| |                          |                           |                  |
| Fuente: ProCyclingStats |                          |                           |                  |
| Clasificación general |                          |                           |                  |
| Ciclista | Ciclista                 | Equipo                    | Tiempo           |
| 1.º | Max Poole                | Team dsm-firmenich PostNL | 26 h 27 min 44 s |
| 2.º | Thomas Pesenti           | JCLTeam Ukyo              | + 13 s           |
| 3.º | Unai Iribar              | Equipo Kern Pharma        | + 20 s           |
| 4.º | Fernando Tercero         | Team Polti Kometa         | + 20 s           |
| 5.º | Anthon Charmig           | Astana Qazaqstan Team     | + 20 s           |
| 6.º | José Manuel Díaz Gallego | Burgos-BH                 | + 20 s           |
| 7.º | Ibon Ruiz                | Equipo Kern Pharma        | + 20 s           |
| 8.º | Jorge Gutiérrez          | Equipo Kern Pharma        | + 20 s           |
| 9.º | Mikel Bizkarra           | Euskaltel-Euskadi         | + 20 s           |
| 10.º | Harold Martín López      | Astana Qazaqstan Team     | + 34 s           |

### Clasificación por puntos
| Clasificación por puntos | Clasificación por puntos | Clasificación por puntos      | Clasificación por puntos | Clasificación por puntos |
| Ciclista                 | Ciclista                 | Equipo                        | Puntos                   |                          |
| ------------------------ | ------------------------ | ----------------------------- | ------------------------ | ------------------------ |
| 1.º                      | Matteo Malucelli         | JCLTeam Ukyo                  | 80 pts                   |                          |
| 2.º                      | Arvid de Kleijn          | Tudor Pro Cycling Team        | 78 pts                   |                          |
| 3.º                      | Gleb Syritsa             | Astana Qazaqstan Team         | 57 pts                   |                          |
| 4.º                      | Manuel Peñalver          | Team Polti Kometa             | 54 pts                   |                          |
| 5.º                      | Mattia Pinazzi           | VF Group-Bardiani CSF-Faizanè | 33 pts                   |                          |
| 6.º                      | Casper van Uden          | Team dsm-firmenich PostNL     | 26 pts                   |                          |
| 7.º                      | Max Poole                | Team dsm-firmenich PostNL     | 25 pts                   |                          |
| 8.º                      | Manuele Tarozzi          | VF Group-Bardiani CSF-Faizanè | 20 pts                   |                          |
| 9.º                      | Stefan de Bod            | EF Education-EasyPost         | 19 pts                   |                          |
| 10.º                     | Miguel Ángel Fernández   | Equipo Kern Pharma            | 15 pts                   |                          |

### Clasificación de la montaña
| Clasificación de la montaña | Clasificación de la montaña | Clasificación de la montaña | Clasificación de la montaña | Clasificación de la montaña |
| Ciclista                    | Ciclista                    | Equipo                      | Puntos                      |                             |
| --------------------------- | --------------------------- | --------------------------- | --------------------------- | --------------------------- |
| 1.º                         | Mario Aparicio              | Burgos-BH                   | 27 pts                      |                             |
| 2.º                         | Max Poole                   | Team dsm-firmenich PostNL   | 22 pts                      |                             |
| 3.º                         | Anthon Charmig              | Astana Qazaqstan Team       | 12 pts                      |                             |
| 4.º                         | Harold Martín López         | Astana Qazaqstan Team       | 9 pts                       |                             |
| 5.º                         | Joan Bou                    | Euskaltel-Euskadi           | 9 pts                       |                             |
| 6.º                         | José Manuel Díaz Gallego    | Burgos-BH                   | 8 pts                       |                             |
| 7.º                         | Thomas Pesenti              | JCLTeam Ukyo                | 8 pts                       |                             |
| 8.º                         | Stefan de Bod               | EF Education-EasyPost       | 8 pts                       |                             |
| 9.º                         | Miguel Ángel Fernández      | Equipo Kern Pharma          | 8 pts                       |                             |
| 10.º                        | Yuma Koishi                 | JCLTeam Ukyo                | 6 pts                       |                             |

### Clasificación por equipos
| Clasificación por equipos | Clasificación por equipos | Clasificación por equipos | Clasificación por equipos |
| Equipo                    | Equipo                    | Tiempo                    |                           |
| ------------------------- | ------------------------- | ------------------------- | ------------------------- |
| 1.º                       | Equipo Kern Pharma        | 79 h 24 min 12 s          |                           |
| 2.º                       | Astana Qazaqstan Team     | + 1 min 31 s              |                           |
| 3.º                       | Polti Kometa              | + 1 min 40 s              |                           |
| 4.º                       | JCL Team Ukyo             | + 1 min 58 s              |                           |
| 5.º                       | Euskaltel-Euskadi         | + 2 min 37 s              |                           |

## Evolución de las clasificaciones
| Etapa                   |                         | Ganador _        | Clasificación general | Puntos           | Montaña         | Equipo _                      |
| ----------------------- | ----------------------- | ---------------- | --------------------- | ---------------- | --------------- | ----------------------------- |
| 1.ª etapa               | etapa llana             | Gleb Syritsa     | Gleb Syritsa          | Gleb Syritsa     | Tyler Tomkinson | VF Group-Bardiani CSF-Faizané |
| 2.ª etapa               | etapa llana             | Matteo Malucelli | Gleb Syritsa          | Gleb Syritsa     | Tyler Tomkinson | VF Group-Bardiani CSF-Faizané |
| 3.ª etapa               | etapa de montaña        | Max Poole        | Max Poole             | Matteo Malucelli | Max Poole       | Equipo Kern Pharma            |
| 4.ª etapa               | etapa de media montaña  | Arvid de Kleijn  | Max Poole             | Matteo Malucelli | Mario Aparicio  | Equipo Kern Pharma            |
| 5.ª etapa               | etapa llana             | Arvid de Kleijn  | Max Poole             | Matteo Malucelli | Mario Aparicio  | Equipo Kern Pharma            |
| 6.ª etapa               | etapa llana             | Manuele Tarozzi  | Max Poole             | Arvid de Kleijn  | Mario Aparicio  | Equipo Kern Pharma            |
| 7.ª etapa               | etapa llana             | Matteo Malucelli | Max Poole             | Arvid de Kleijn  | Mario Aparicio  | Equipo Kern Pharma            |
| 8.ª etapa               | etapa llana             | Matteo Malucelli | Max Poole             | Matteo Malucelli | Mario Aparicio  | Equipo Kern Pharma            |
| Clasificaciones finales | Clasificaciones finales |                  | Max Poole             | Matteo Malucelli | Mario Aparicio  | Equipo Kern Pharma            |

## UCI World Ranking
El Tour de Langkawi otorgó puntos para el UCI World Ranking para corredores de los equipos en las categorías UCI WorldTeam, UCI ProTeam y Continental. Las siguientes tablas son el baremo de puntuación y los diez corredores que obtuvieron más puntos:
| Posición              | 1.º | 2.º | 3.º | 4.º | 5.º | 6.º | 7.º | 8.º | 9.º | 10.º | 11.º | 12.º | 13.º | 14.º | 15.º | 16.º-30.º | 31.º-40.º |
| Clasificación general | 200 | 150 | 125 | 100 | 85  | 70  | 60  | 50  | 40  | 35   | 30   | 25   | 20   | 15   | 10   | 5         | 3         |
| Por etapa             | 20  | 15  | 10  | 5   | 3   |     |     |     |     |      |      |      |      |      |      |           |           |
| Líder                 | 5   |     |     |     |     |     |     |     |     |      |      |      |      |      |      |           |           |

| Clasificación |                          |                      |         |       |       |       |
| Posición      | Ciclista                 | Equipo               | General | Etapa | Líder | Total |
| ------------- | ------------------------ | -------------------- | ------- | ----- | ----- | ----- |
| 1.º           | Max Poole                | dsm-firmenich PostNL | 200     | 20    | 25    | 245   |
| 2.º           | Thomas Pesenti           | JCL Ukyo             | 150     | 10    | -     | 160   |
| 3.º           | Unai Iribar              | Kern Pharma          | 125     | 3     | -     | 128   |
| 4.º           | Fernando Tercero         | Polti Kometa         | 100     | -     | -     | 100   |
| 5.º           | Matteo Malucelli         | JCL Ukyo             | -       | 95    | -     | 95    |
| 6.º           | Arvid de Kleijn          | Tudor                | -       | 93    | -     | 93    |
| 7.º           | Anthon Charmig           | Astana Qazaqstan     | 85      | 5     | -     | 90    |
| 8.º           | José Manuel Díaz Gallego | Burgos-BH            | 70      | -     | -     | 70    |
| 9.º           | Gleb Syritsa             | Astana Qazaqstan     | -       | 51    | 10    | 61    |
| 10.º          | Ibon Ruiz                | Kern Pharma          | 60      | -     | -     | 60    |